# شخصیت‌های تلویزیونی در ژاپن
شخصیت‌های تلویزیونی در ژاپن (انگلیسی: Television personalities in Japan) یا تارنتو بر گرفته از واژه انگلیسی (talent)، سلبریتی‌ها در تلویزیون ژاپن هستند. افراد مشهوری که به‌طور مرتب در رسانه‌های جمعی در ژاپن ظاهر می‌شوند، به‌ویژه به‌عنوان میزگرد در برنامه رنگارنگ. در دوران طلایی سینمای کلاسیک هالیوود، ستاره‌های قابل بانک در آمریکا به عنوان «استعداد» توصیف می‌شدند و از گروه‌های تولید متمایز می‌شدند که استعدادهای فنی بیشتری داشتند تا استعداد کاریزماتیک.